# Eugène Mahon de Monaghan
Eugène Mahon de Monaghan, né le 25 janvier 1821 à Paris et mort le 12 mars 1868, est un écrivain français.

## Biographie
Né à Paris en 1821, Eugène Mahon de Monaghan était consul de France à Bologne, lorsqu'il publia une série d'études critiques et de pièces de poésie, éditées en différentes villes. Sa liaison avec Victor Fiévet, l'imprimeur sparnacien, l'amena en Champagne, et lui donna l'occasion de publier, en 1854, une Promenade à Saint-Martin-d'Ablois. Ses Heures d'études ont été éditées à Reims par Brissart, en 1858. Ses Souvenirs (poésies) l'avaient été par Dorigny, autre libraire rémois, en 1850.

## Œuvres
- Les Rubans. Légende, 1840.
- Femmes et fleurs, par Lacoste du Bouig et Eugène Mahon, 1841.
- Les voix du cœur, 1844.
- Les Vauclusiennes. Album de douze romances, 1847.
- Les souvenirs, 1850.
- La nuit du 13 septembre, ca. 1850.
- Guillaume-le-Taciturne, prince d'Orange, comte de Nassau, etc. et les Pays-Bas depuis l'abdication de Charles-Quint jusqu'à l'année 1584, 1853.
- Souvenirs de la Champagne, une promenade à Saint-Martin d'Ablois , 1854.
- Heures d'étude, mélanges politiques et littéraires, 1858.
- Mémoire sur le port de Liverpool, 1858.
- Robert le Frison: chronique frisonne et flamande du XIe siècle, 1860.
- Le Prince Conradin, étude dramatique en vers, 1861.
- La comédie au coin du feu, études dramatiques, 1861.
- Guillaume et Marie, comédie (imitée de Goethe), 1862.
- Rome et la civilisation, 1863.
- Études critiques sur l'Angleterre, 1863.
- Récits du soir, 1863.
- L'Eglise, la Réforme, la philosophie et le socialisme, au point de vue de la civilisation moderne, 1864.
- L'Araucanie et son roi, Paris, E. Dentu, 1873, 70 p.
- Rêves et réalités, 1875.
- Histoires émouvantes, 1878.
- Les Tribulations de Pompéo, 1879.
- Trois nouvelles à reproduire par les journaux ayant traité avec la Société des gens de lettres, 1884.
- Le Drame de la rue de Condé, 1884.
- Maison à louer, scène de la vie intime, 1884.